# Daniele Orsato
Daniele Orsato (Montecchio, 23 november 1975) is een Italiaans voetbalscheidsrechter, die sinds 2010 in het bezit is van de FIFA-badge. Hij leidde op 23 mei 2012 de finale van de strijd om de Roemeense voetbalbeker tussen Dinamo Boekarest en Rapid Boekarest (1-0) in de Arena Națională.
Orsato maakte tijdens het WK 2018 deel uit van het VAR-team.

## Interlands
| Datum             | Wedstrijd                 | Uitslag | Competitie                   | Kreeg geel | Kreeg voor de tweede keer geel en dus rood | Weggestuurd |
| ----------------- | ------------------------- | ------- | ---------------------------- | ---------- | ------------------------------------------ | ----------- |
| 8 oktober 2010    | Armenië – Slowakije       | 3 – 1   | Kwalificatie EK 2012         | 4          | 0                                          | 0           |
| 9 februari 2011   | Kroatië – Tsjechië        | 4 – 2   | Vriendschappelijk            | 2          | 0                                          | 0           |
| 6 september 2011  | Polen – Duitsland         | 2 – 2   | Vriendschappelijk            | 3          | 1                                          | 0           |
| 11 oktober 2011   | Georgië – Griekenland     | 1 – 2   | Kwalificatie EK 2012         | 5          | 0                                          | 0           |
| 15 augustus 2012  | Frankrijk – Uruguay       | 0 – 0   | Vriendschappelijk            | 5          | 0                                          | 0           |
| 16 oktober 2012   | Hongarije – Turkije       | 3 – 1   | Kwalificatie WK 2014         | 7          | 0                                          | 0           |
| 22 maart 2013     | Moldavië – Montenegro     | 0 – 1   | Kwalificatie WK 2014         | 4          | 0                                          | 0           |
| 10 september 2013 | Wit-Rusland – Frankrijk   | 2 – 4   | Kwalificatie WK 2014         | 4          | 0                                          | 0           |
| 10 oktober 2014   | Cyprus – Israël           | 1 – 2   | Kwalificatie EK 2016         | 5          | 0                                          | 0           |
| 9 oktober 2015    | Montenegro – Oostenrijk   | 2 – 3   | Kwalificatie EK 2016         | 2          | 0                                          | 1           |
| 26 maart 2016     | Rusland – Litouwen        | 5 – 0   | Vriendschappelijk            | 3          | 0                                          | 0           |
| 6 september 2016  | Zweden – Nederland        | 1 – 1   | Kwalificatie WK 2018         | 4          | 0                                          | 0           |
| 26 maart 2017     | Azerbeidzjan – Duitsland  | 1 – 4   | Kwalificatie WK 2018         | 2          | 0                                          | 0           |
| 4 september 2017  | Noord-Ierland – Tsjechië  | 2 – 0   | Kwalificatie WK 2018         | 3          | 0                                          | 0           |
| 8 oktober 2017    | Polen – Montenegro        | 4 – 2   | Kwalificatie WK 2018         | 3          | 0                                          | 0           |
| 10 november 2017  | Honduras – Australië      | 0 – 0   | Kwalificatie WK 2018         | 8          | 0                                          | 0           |
| 6 september 2018  | Duitsland – Frankrijk     | 0 – 0   | UEFA Nations League 2018/19  | 1          | 0                                          | 0           |
| 18 november 2018  | Zwitserland – België      | 5 – 2   | UEFA Nations League 2018/19  | 3          | 0                                          | 0           |
| 7 juni 2019       | Montenegro – Kosovo       | 1 – 1   | Kwalificatie EK 2020         | 5          | 0                                          | 0           |
| 9 juni 2019       | Noord-Ierland – Duitsland | 0 – 2   | Kwalificatie EK 2020         | 3          | 0                                          | 0           |
| 10 oktober 2019   | Kroatië – Hongarije       | 3 – 0   | Kwalificatie EK 2020         | 2          | 1                                          | 0           |
| 15 november 2019  | Roemenië – Zweden         | 0 – 2   | Kwalificatie EK 2020         | 3          | 0                                          | 0           |
| 3 september 2020  | Duitsland – Spanje        | 1 – 1   | UEFA Nations League 2020/21  | 0          | 0                                          | 0           |
| 8 oktober 2020    | Noorwegen – Servië        | 1 – 2   | Kwalificatieplay-off EK 2020 | 4          | 0                                          | 0           |

Laatste aanpassing op 29 januari 2021